# Hayes-Gletscher (Coatsland)
Der Hayes-Gletscher ist ein Gletscher an der Caird-Küste des ostantarktischen Coatslands. Er mündet 27 km westsüdwestlich des Dawson-Lambton-Gletschers in den südöstlichen Teil des Weddell-Meers.
Der Gletscher wurde am 5. November 1967 bei einem Flug einer LC-130 der United States Navy entdeckt und fotografiert. Die Luftaufnahmen dienten dem United States Geological Survey der Kartierung. Das Advisory Committee on Antarctic Names benannte ihn 1970 nach Lieutenant Commander Winston R. Hayes, dem Piloten besagter LC-130.